# Caiac canoe la Jocurile Olimpice de vară din 2024 - K-1 1000 m masculin
Proba masculină de canoe K-1 1000 de metri de la Jocurile Olimpice de vară din 2024 a avut loc în perioada 7-10 august 2024 pe Stadionul Nautic Olimpic Național din Île-de-France, aflat la aproximativ 30 de kilometri de Paris.

## Program
Orele sunt ora Franței (UTC+1) 
| Data                    | Timp          | Etapă                         |
| ----------------------- | ------------- | ----------------------------- |
| Miercuri, 7 august 2024 | 10:40 14:10   | Calificări Sferturi de finală |
| Sâmbătă, 10 august 2024 | 11:10br>13:10 | Semifinale Finale             |

## Rezultate

### Serii

#### Seria 1
| Loc | Culoar | Caiacist           | Țară                       | Timp    | Note |
| --- | ------ | ------------------ | -------------------------- | ------- | ---- |
| 1   | 5      | Fernando Pimenta   | Portugalia                 | 3:29,76 | CSE  |
| 2   | 2      | Uladzislau Kravets | AIN                        | 3:32,07 | CSE  |
| 3   | 4      | Jonas Ecker        | Statele Unite ale Americii | 3:37,21 | CSF  |
| 4   | 3      | Saeid Fazloula     | EOR                        | 3:42,80 | CSF  |
| 5   | 6      | Achraf El Aidi     | Maroc                      | 3:50,36 | CSF  |
| 6   | 7      | Tuva'a Clifton     | Samoa                      | 3:54,49 | CSF  |

#### Seria 2
| Loc | Culoar | Caiacist            | Țară                       | Timp    | Note |
| --- | ------ | ------------------- | -------------------------- | ------- | ---- |
| 1   | 2      | Anton Winkelmann    | Germania                   | 3:27,80 | CSE  |
| 2   | 5      | Martin Nathell      | Suedia                     | 3:28,36 | CSE  |
| 3   | 6      | Francisco Cubelos   | Spania                     | 3:28,40 | CSF  |
| 4   | 4      | Zhang Dong          | China                      | 3:35,83 | CSF  |
| 5   | 3      | René Holten Poulsen | Danemarca                  | 3:40,14 | CSF  |
| 6   | 7      | Aaron Small         | Statele Unite ale Americii | 3:40,87 | CSF  |

#### Seria 3
| Loc | Culoar | Caiacist          | Țară          | Timp    | Note |
| --- | ------ | ----------------- | ------------- | ------- | ---- |
| 1   | 5      | Bálint Kopasz     | Ungaria       | 3:26,44 | CSE  |
| 2   | 4      | Agustín Vernice   | Argentina     | 3:27,18 | CSE  |
| 3   | 7      | Hamish Lovemore   | Africa de Sud | 3:28,19 | CSF  |
| 4   | 3      | Andrej Olijnik    | Lituania      | 3:38,02 | CSF  |
| 5   | 6      | Matías Otero      | Uruguay       | 3:43,65 | CSF  |
| 6   | 2      | Bekarys Ramatulla | Kazahstan     | 3:44,47 | CSF  |

#### Seria 4
| Loc | Culoar | Caiacist        | Țară     | Timp    | Note |
| --- | ------ | --------------- | -------- | ------- | ---- |
| 1   | 7      | Ádám Varga      | Ungaria  | 3:28,56 | CSE  |
| 2   | 5      | Jakob Thordsen  | Germania | 3:29,88 | CSE  |
| 3   | 6      | Maxime Beaumont | Franța   | 3:30,64 | CSF  |
| 4   | 4      | Artuur Peters   | Belgia   | 3:31,55 | CSF  |
| 5   | 2      | Adrián del Río  | Spania   | 3:33,81 | CSF  |
| 6   | 3      | Ali Aghamirzaei | Iran     | 3:36,58 | CSF  |

#### Seria 5
| Loc | Culoar | Caiacist             | Țară          | Timp    | Notes |
| --- | ------ | -------------------- | ------------- | ------- | ----- |
| 1   | 4      | Thomas Green         | Australia     | 3:35,99 | CSE   |
| 2   | 5      | Josef Dostál         | Cehia         | 3:37,83 | CSE   |
| 3   | 6      | Shakhriyor Makhkamov | Uzbekistan    | 3:40,25 | CSF   |
| 4   | 3      | Vagner Souta         | Brazilia      | 3:46,17 | CSF   |
| 5   | 7      | Andrew Birkett       | Africa de Sud | 3:53,31 | CSF   |

### Sferturi de finală

#### Sferturi de finală 1
| Loc | Culoar | Canotor         | Țară                       | Timp    | Note |
| --- | ------ | --------------- | -------------------------- | ------- | ---- |
| 1   | 4      | Maxime Beaumont | Franța                     | 3:29.66 | CSE  |
| 2   | 7      | Matías Otero    | Uruguay                    | 3:30,81 | CSE  |
| 3   | 8      | Ali Aghamirzaei | Iran                       | 3:33,78 |      |
| 4   | 6      | Zhang Dong      | China                      | 3:37.75 |      |
| 5   | 5      | Jonas Ecker     | Statele Unite ale Americii | 3:41,77 |      |
| 6   | 3      | Vagner Souta    | Brazilia                   | 3:50,72 |      |
| 7   | 2      | Tuva'a Clifton  | Samoa                      | 3:55,20 |      |

#### Sferturi de finală 2
| Loc | Culoar | Canotor             | Țară          | Timp    | Note |
| --- | ------ | ------------------- | ------------- | ------- | ---- |
| 1   | 3      | René Holten Poulsen | Danemarca     | 3:35,48 | CSE  |
| 2   | 5      | Hamish Lovemore     | Africa de Sud | 3:36,64 | CSE  |
| 3   | 7      | Andrew Birkett      | Africa de Sud | 3:38,11 |      |
| 4   | 4      | Saeid Fazloula      | EOR           | 3:40,94 |      |
| 5   | 2      | Bekarys Ramatulla   | Kazahstan     | 3:45,77 |      |
| 6   | 6      | Artuur Peters       | Belgia        | 3:51.20 | CSE  |

#### Sferturi de finală 3
| Loc | Culoar | Canotor              | Țară                       | Timp    | Note |
| --- | ------ | -------------------- | -------------------------- | ------- | ---- |
| 1   | 7      | Adrián del Río       | Spania                     | 3:30,39 | CSE  |
| 2   | 4      | Francisco Cubelos    | Spania                     | 3:33,74 | CSE  |
| 3   | 5      | Shakhriyor Makhkamov | Uzbekistan                 | 3:35,43 |      |
| 4   | 6      | Andrej Olijnik       | Lituania                   | 3:36,72 |      |
| 5   | 2      | Aaron Small          | Statele Unite ale Americii | 3:42,05 |      |
| 6   | 3      | Achraf El Aidi       | Maroc                      | 4:02,27 |      |

### Semifinale

#### Semifinala 1
| Loc | Culoar | Canotor             | Țară       | Timp    | Note |
| --- | ------ | ------------------- | ---------- | ------- | ---- |
| 1   | 4      | Bálint Kopasz       | Ungaria    | 3:28,76 | FA   |
| 2   | 5      | Fernando Pimenta    | Portugalia | 3:29,14 | FA   |
| 3   | 2      | Jakob Thordsen      | Germania   | 3:29,34 | FA   |
| 4   | 6      | Martin Nathell      | Suedia     | 3:30,14 | FA   |
| 5   | 8      | Francisco Cubelos   | Spania     | 3:30,52 | FB   |
| 6   | 0      | Artuur Peters       | Belgia     | 3:32,81 | FB   |
| 7   | 3      | Thomas Green        | Australia  | 3:33,52 | FB   |
| 8   | 7      | René Holten Poulsen | Danemarca  | 3:35,50 | FB   |
| 9   | 1      | Matías Otero        | Uruguay    | 3:48,91 | FB   |

#### Semifinala 2
| Loc | Culoar | Canotor            | Țară          | Timp     | Note |
| --- | ------ | ------------------ | ------------- | -------- | ---- |
| 1   | 5      | Ádám Varga         | Ungaria       | 3:27,92  | FA   |
| 2   | 6      | Agustín Vernice    | Argentina     | 3:28,18  | FA   |
| 3   | 2      | Josef Dostál       | Cehia         | 3:29,05  | FA   |
| 4   | 3      | Uladzislau Kravets | AIN           | 3:29,64  | FA   |
| 5   | 7      | Maxime Beaumont    | Franța        | 3:30,99  | FB   |
| 6   | 8      | Adrián del Río     | Spania        | 3:31,07  | FB   |
| 7   | 4      | Anton Winkelmann   | Germania      | 3:31,51  | FB   |
| 8   | 1      | Hamish Lovemore    | Africa de Sud | 3:33,.89 | FB   |

### Finale

#### Finala B
| Loc | Culoar | Canotor             | Țară          | Timp    | Note |
| --- | ------ | ------------------- | ------------- | ------- | ---- |
| 9   | 1      | Hamish Lovemore     | Africa de Sud | 3:27,94 |      |
| 10  | 2      | Anton Winkelmann    | Germania      | 3:28,04 |      |
| 11  | 3      | Francisco Cubelos   | Spania        | 3:28,10 |      |
| 12  | 4      | Adrián del Río      | Spania        | 3:29,42 |      |
| 13  | 5      | Artuur Peters       | Belgia        | 3:30,29 |      |
| 14  | 6      | Matías Otero        | Uruguay       | 3:30,48 |      |
| 15  | 7      | Maxime Beaumont     | Franța        | 3:31,42 |      |
| 16  | 8      | René Holten Poulsen | Danemarca     | 3:31,62 |      |
| 17  | 8      | Thomas Green        | Australia     | 3:32,72 |      |

#### Finala A
| Loc | Culoar | Canotor            | Țară       | Timp    | Note |
| --- | ------ | ------------------ | ---------- | ------- | ---- |
| 1   | 1      | Josef Dostál       | Cehia      | 3:24,07 |      |
| 2   | 2      | Ádám Varga         | Ungaria    | 3:24,76 |      |
| 3   | 3      | Bálint Kopasz      | Ungaria    | 3:25,68 |      |
| 4   | 4      | Uladzislau Kravets | AIN        | 3:28,10 |      |
| 4   | 5      | Agustín Vernice    | Argentina  | 3:28,10 |      |
| 6   | 6      | Fernando Pimenta   | Portugalia | 3:29,59 |      |
| 7   | 7      | Martin Nathell     | Suedia     | 3:31,06 |      |
| 8   | 8      | Jakob Thordsen     | Germania   | 3:36,82 |      |